# Angela Cutrone
Angela Cutrone (n. 19 ianuarie 1969, Montréal, provincia Québec, Canada) este o sportivă ce a reprezentat Canada, medaliată olimpică. A participat la o ediție a Jocurilor Olimpice (1992) în care a câștigat o medalie de aur.

## Participări
Lista de mai jos prezintă principalele competiții la care a participat Angela Cutrone de-a lungul carierei.
- short track speed skating at the 1992 Winter Olympics – women's 3000 metre relay[*]